# Marko Đurđević
Marko Đurđević (Coblenza, 23 gennaio 1979) è un pittore, illustratore e fumettista serbo.

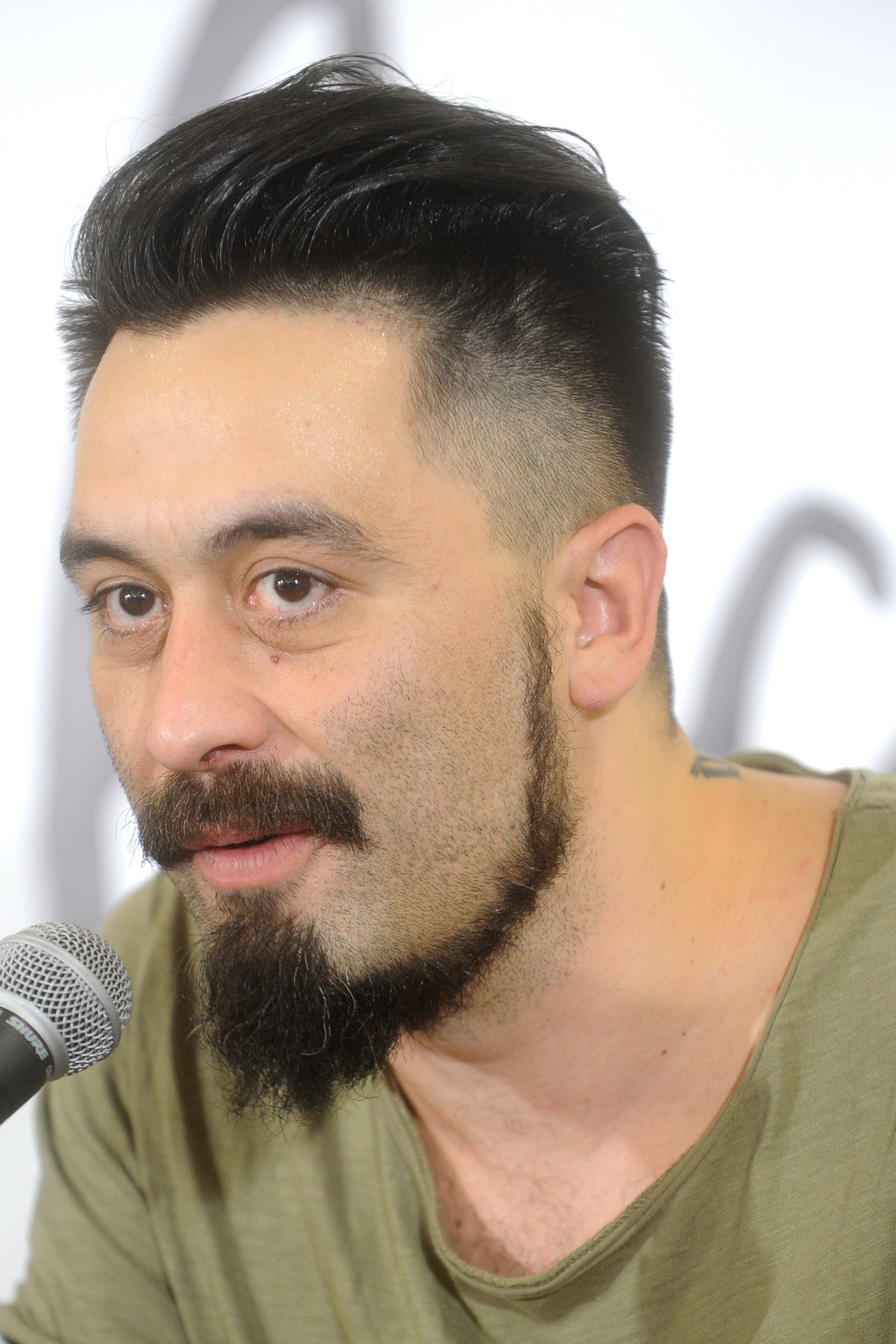
Marko Đurđević a Lucca Comics & Games 2016

Fra i suoi lavori principali si possono citare Daredevil, Blade, Spider-Man, X-Men, Thor, Hulk, Thunderbolts e Wolverine (Marvel Comics).

## Biografia
Fin da bambino ha iniziato a disegnare ispirandosi a dei cartoni animati come He-Man. 
A casa non era molto incoraggiato e così imparo l'arte del disegno da solo.
Quando aveva 11 anni scoprì il libro di anatomia di Burne Hogarth, un punto fondamentale per la sua autoformazione.
Dopo avere studiato il libro per due anni lo accantonò per iniziare a sviluppare la sua arte, iniziando a dare un livello di realismo ai suoi disegni grazie all'inserimento di elementi di vita quotidiana.
Da adolescente Đurđević fu influenzato dai fumetti americani tipo Spider-Man, facendo immaginare che sarebbe diventato un fumettista della Marvel Comics.
Qualche anno più tardi si rifiutò di disegnare in stile comico perché è contrario alla sua formazione, all'età di 17 anni Marko ha iniziato a lavorare come professionista, per una casa editrice di giochi di ruolo disegnando fumetti in bianco e nero.
Un suo amico lo convinse a inserire le sue opere su un sito internet di artisti online e fu subito riconosciuto il suo grande talento. Gli fu subito offerto un posto di lavoro e si trasferì negli Stati Uniti, dove lavorò per tre anni e mezzo.
I proprietari del sito internet gli proposero di creare una guida DVD per fumettisti. Nella guida ricreò 18 personaggi degli X-Men. Ha avuto un grandissimo successo tanto che la Marvel si accorse del suo talento e gli offrì un lavoro.

## Opere

### Fumetti
- Age of Heroes  (Vol. 1) n. 1
- Dark Reign: The List - Avengers  (Vol. 1) n. 1
- Mighty Avengers  (Vol. 1) n. 9
- Mighty Avengers  (Vol. 1) n. 11
- Thor Giant-Size Finale  (Vol. 1) n. 1
- Thor (Vol. 1) n. 600-603
- Thor (Vol. 3) n. 7-8
- Ultimate Captain America Annual  (Vol. 1) n. 1
- Ultimate Hulk Annual (Vol. 1) n. 1
- What If? (Vol. 6) n. 4

### Illustrazioni
- Amazing Spider-Man — Vol. 1, # 545, 546, 625
- Blade: The Vampire Hunter — Vol. 6, # 1-12
- Cable — Vol. 2, # 21-24
- Daredevil — Vol. 1, # 500
- Daredevil — Vol. 2, # 95-109, 114-119
- Dark Avengers — Vol. 1, # 1
- Dark Reign: The Hood — Vol. 1, # 1-5
- Dark Reign: The List - Avengers — Vol. 1, # 1
- Dark Wolverine — Vol. 1 75
- Doctor Voodoo: Avenger of the Supernatural — Vol. 1, # 1-5
- Ghost Rider — Vol. 6, # 20, 22, 24-27
- Hulk — Vol. 2, # 19
- Hulk vs Hercules — Vol. 1, # 1
- Invincible Iron Man — Vol. 1, # 1, 20
- Marvel Boy: The Uranian Vol, # 1, 1-3
- Marvel Tarot — Vol. 1, # 1
- Mighty Avengers — Vol. 1, # 12-15, 18-20, 27-30
- Mystic Arcana Black Knight — Vol. 1, # 1
- Mystic Arcana Magik — Vol. 1, # 1
- Mystic Arcana Sister Grimm — Vol. 1, # 1
- New Avengers — Vol. 1, # 38
- Official Handbook of the Marvel Universe — Vol. 5 Mystic Arcana
- Secret Invasion Aftermath: Beta Ray Bill - The Green of Eden — Vol. 1, # 1
- Siege: Captain America — Vol. 1, # 1
- Siege: Loki — Vol. 1, # 1
- Siege: Secret Warriors — Vol. 1, # 1
- Siege: Spider-Man — Vol. 1, # 1
- Siege: Young Avengers — Vol. 1, # 1
- Sub-Mariner — Vol. 2, # 4
- Super-Villain Team-Up MODOK's 11 — Vol. 1, # 2-5
- Thor Annual — Vol. 3, # 1
- Thor Giant-Size Finale — Vol. 1, # 1
- Thor Reign of Blood — Vol. 1, # 1
- Thor — Vol. 1, # 600-603
- Thor — Vol. 3, # 7-8
- Thor: God-Size Special — Vol. 1, # 1
- Thor: Man of War — Vol. 1, # 1
- Thunderbolts Breaking Point — Vol. 1, # 1
- Thunderbolts Desperate Measures — Vol. 1, # 1
- Thunderbolts International Incident — Vol. 1, # 1
- Thunderbolts Reason in Madness — Vol. 1, # 1
- Thunderbolts — Vol. 1, # 111-121
- Ultimate Comics Spider-Man — Vol. 1, # 1
- What If? — Vol. 5, # 3
- What If? — Vol. 8, # 1, 4
- What If? — Vol. 9, # 2
- Wolverine: Origins — Vol. 1, # 14-20
- Wolverine: Weapon X — Vol. 1, # 2
- World War Hulk: Gamma Files — Vol. 1, # 1
- X-Men First Class — Vol. 1, # 1-7
- X-Men: Magneto Testament — Vol. 1, # 1-5